# (46654) 1995 UB8
1995 يو بي 8 (ويعرف أيضًا باسم (46654) 1995 يو بي 8 وفق تسمية الكوكب الصغير) (بالإنجليزية: 1995 UB8)‏ هو كويكب ضمن حزام الكويكبات؛ وترتيبه 46654 من حيث الاكتشاف.
اكتُشف هذا الجُرم الفلكي بواسطة تاكيشي أوراتا ‏ في 26 أكتوبر 1995.

## وصلات خارجية
- (46654) 1995 UB8 في قاعدة بيانات مختبر الدفع النفاث لأجرام النظام الشمسي الصغيرة

- الاكتشاف · مخطط المدار ·  العناصر المدارية · المعلمات المادية

- (46654) 1995 UB8 على موقع ويكي سكاي: DSS2, SDSS, GALEX, IRAS, Hydrogen α, X-Ray, Astrophoto, Sky Map, Articles and images